# نرمندية
نرمندية أو نورماندي (بالفرنسية: Romandie)‏ (في نورماندي  : Normaundie، باللغة الإنجليزية  : Normandy  هي منطقة جغرافية وثقافية، وتقع في الشمال الغربي من فرنسا ويحدها بحر المانش. مرت المنطقة بعهود تاريخية مختلفة، تخللها عدم الاعتراف بها إداريًا بين الثورة الفرنسية عام 1789 والإصلاح الإقليمي لعام 2015. تتطابق الحدود القارية التاريخية للمقاطعة في النظام القديم بدقة مع حدود المنطقة الإدارية المعاصرة.
تأسست دوقية نرمندية في نيوستريا على يد رولون، واحتلت منذ عام 911 منطقة الوادي السفلي لنهر السين، ثم بيسين وبلد أوج و Hiémois في عام 924، و Cotentin، و Avranchin وجزر القناة الإنجليزية. في عام 1066، غزا وليام الفاتح دوقية نورماندي إنجلترا وأصبح ملكًا. بعد قرن ونصف من الزمان، في عام 1204، قام ملك فرنسا فيليب أوغسطس بغزو الدوقية ودمجها في ملكه، باستثناء الجزء المعزول الذي يشكل حراس  جيرنسي، والتي ظلت تحت ظل التاج البريطاني. أصبح البر القاري مقاطعة فرنسية، حتى عام 1790، بينما ظلت جزر القنال تحت سيادة ملوك بريطانيا العظمى تحت عنوان «دوق نرمندية».
عند إنشاء المناطق في عام 1956، تم تقسيم نرمندية القارية إلى سلطتين محليتين تشتركان في الاسم   : المنطقة الإدارية نرمندية العليا والمنطقة الإدارية نرمندية السفلى. جرى تصويت على إعادة توحيدهما داخل منطقة واحدة نرمندية في الجمعية الوطنية بتاريخ 17 ديسمبر 2014 ونفذ في 1 يناير 2016  بعد انتخابات ديسمبر 2015 الإقليمية.
وفقًا لـ INSEE، بلغ عدد سكان منطقة نرمندية، الذين يطلق عليهم النورمان، عدد 3 328 364 نسمة في عام 2013 . يضاف إليهم حوالي 164 ألف نسمة في جزر القناة الإنجليزية.

## الهوامش
1. ↑  الإنجليزية هي اللغة المستعملة في جزر النورماندي أو جزر القنال الإنجليزي.